# Phallostethus dunckeri
Phallostethus dunckeri är en fiskart som beskrevs av Regan, 1913. Phallostethus dunckeri ingår i släktet Phallostethus och familjen Phallostethidae. IUCN kategoriserar arten globalt som sårbar. Inga underarter finns listade i Catalogue of Life.